# Toledot Yeshu
Sefer Toledot Yeshu ou Toledot Yeshu (O Livro da História de Jesus ou História de Jesus, respectivamente) é um "anti-evangelho" medieval, uma paródia do evangelho cristão. Possui várias versões diferentes, nenhuma considerada canônica ou normativa dentro da literatura rabínica, mas parecem ter sido amplamente difundidas na Europa e no Oriente Médio, no período medieval (embora alguns estudiosos discordem desta afirmação).
De autoria anônima, o livro é uma coleção de histórias populares sobre o nascimento de Jesus, sua esperteza e seus truques de magia, e foi uma reação dos judeus às perseguições sofridas na época das Cruzadas.
As histórias afirmam que Jesus era um filho ilegítimo, praticava magia e heresia, seduzia as mulheres e morreu de forma vergonhosa.
Mas elas também mostram uma relação paradoxal de Jesus, como observa Joseph Dan na Enciclopédia Judaica, "A narrativa em todas as versões trata Jesus como uma pessoa excepcional, que desde a sua mocidade demonstrou inteligência e sabedoria incomum, mas desrespeito para com os mais velhos e sábios de sua época".
Devido à sua natureza ofensiva, os estudiosos judeus e cristãos dos tempos modernos têm dado pouca atenção ao Toledot.